# 学院
学院（がくいん）は、学校・学園の別称。

## ヨーロッパ
学校・学院は元々はラテン語で schola と表記し、キリスト教の教義の研究、研鑽、経典の写本などを活動の中心にすえた修道院のことを指した。
外部の師弟を預かってラテン語の読み書きを教えたりする学校・学院も備えていることもあるため、外から来てラテン語などを学んだら、俗世に戻る子と教会、修道院の中に留まる子どもに分けて、それを外校（exterior）、内校（interior）と呼び分けた。
こうした学問研究を行う修道院としては、スイスのザンクト・ガレン修道院が有名である。ウンベルト・エーコの小説『薔薇の名前』が映画化された際にはここで撮影が行われた。
日本ではNSA; Institut National des Sciences Appliquéesを国立応用科学院、国立応用科学院レンヌ校、ハンガリー科学院言語学研究所、グランゼコールを国立理工科学院連合など、学院と訳す。

## 日本
今日、日本においては高等学校や大学など様々な教育機関の名称として用いられている。そうした場合、英語では名称の一部として "gakuin" と表記される場合が多い（例えば、青山学院大学であれば、"Aoyama Gakuin University" と表記される）。
「学院」と名称が付く学校のほとんどが私立であるが、例外的に秋田市立御所野学院中学校・高等学校という学院と名称が付いた公立の中高一貫校がある。
また、不登校児や学業不振、中途退学の生徒などの学習支援をするサポート校や予備校などの名前にもよく使われており、その場合の「学院」は学校に準じた施設として理解されている。こうしたものは、フランス語の lyceum（高校；古代ギリシアでアリストテレスが開いた学校「リツェウム」から由来したもの、現代のフランスではリセ）を訳したものと思われる。
ほかの例として、徳島歯科学院専門学校、旭川歯科学院専門学校、大阪歯科学院専門学校、日本歯科学院専門学校などの専門学校で見受けられる。

### 工科学院の例
八戸工科学院
青森県立の、若年者を対象に就職に必要な専門知識・技能を2年間で習得させ、即戦力となる人材を養成するため、職業能力開発促進法に基づき青森県が設置している公共職業能力開発施設（職業訓練校）
清風情報工科学院
大阪府大阪市阿倍野区丸山通にある専門課程の専修学校
大阪芸術工科学院 美術研究所 アトリエT
美術やデザインの研究・教育機関でデザイン研究・絵画・芸大美大受験・こども美術など。
旭化成工科学院
宮崎県延岡市にあった。現在の延岡警察署所在地付近

### 大学の例
- 東京工業大学 2016年度から学部と大学院を「学院」という新たな組織に統合し、学部と大学院の一貫教育を行っている。学年や学部・大学院の区別を超えて学ぶことができ、これまでより短期間で大学院を修了することも可能としている。
  - 理学院｜工学院｜物質理工学院｜情報理工学院｜生命理工学院｜環境・社会理工学院

- 北海道大学では大学院に従来の研究科に代えて研究院・学院という組織を設置。
  - 北海道大学大学院教育学研究院・大学院教育学院・教育学部
  - 北海道大学大学院工学研究院・大学院工学院・工学部
  - 北海道大学大学院水産科学研究院・大学院水産科学院・水産学部
  - 北海道大学大学院農学研究院・大学院農学院・農学部
  - 北海道大学大学院理学研究院・大学院理学院・理学部

## 他アジア
韓国では各種の学習塾を指すことが多い。ほか例として、高等科学院など。
その他アジアでは、ベトナム社会科学院、朝鮮社会科学院などがある。

### 中国・台湾
北京外国語大学国際商学院、中国語言文学学院、湖南文理学院、中信金融管理学院、稲江科技曁管理学院、上海交通大学 安泰経済与管理学院などがある。
中国語圏では日本で言う単科大学、または大学の学部を指すことが多い。ほか例として、中国社会科学院、中国科学院、中国人民解放軍軍事科学院、 台湾警察専科学院、 東方技術学院などがみうけられる。